# Radicaal 148
Van de in totaal 214 Kangxi-radicalen heeft radicaal 148 de betekenis hoorn. Het is een van de twintig radicalen die bestaat uit zeven strepen.
In het Kangxi-woordenboek zijn er 158 karakters die dit radicaal gebruiken.

## Karakters met het radicaal 148

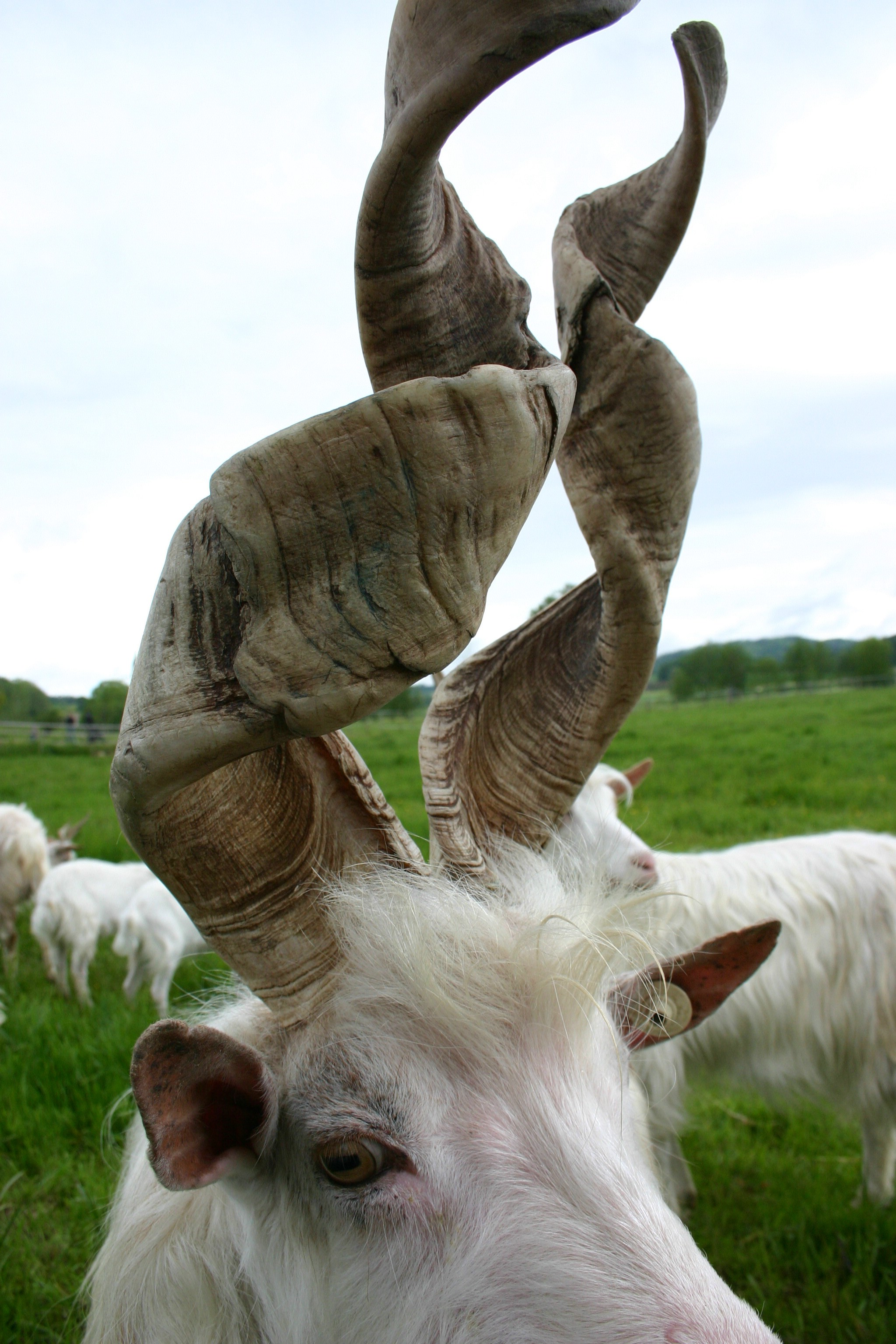
Een geit met spiraalhoorns.

| Strepen | Karakter                   |
| ------- | -------------------------- |
| + 0     | 角                         |
| + 2     | 觓 觔                      |
| + 4     | 觕 觖 觗 觘 觙             |
| + 5     | 觚 觛 觜 觝 觞             |
| + 6     | 觟 觠 觡 觢 解 觤 觥 触 觧 |
| + 7     | 觨 觩 觪 觫                |
| + 8     | 觬 觭 觮 觯                |
| + 9     | 觰 觱                      |
| + 10    | 觲 觳                      |
| + 11    | 觴                         |
| + 12    | 觵 觶                      |
| + 13    | 觷 觸 觹                   |
| + 14    | 觺                         |
| + 15    | 觻 觼                      |
| + 16    | 觽 觾                      |
| + 18    | 觿                         |

Orakelbotkarakter
Bronskarakter
Groot zegelkarakter
Klein zegelkarakter